# Mel Allen

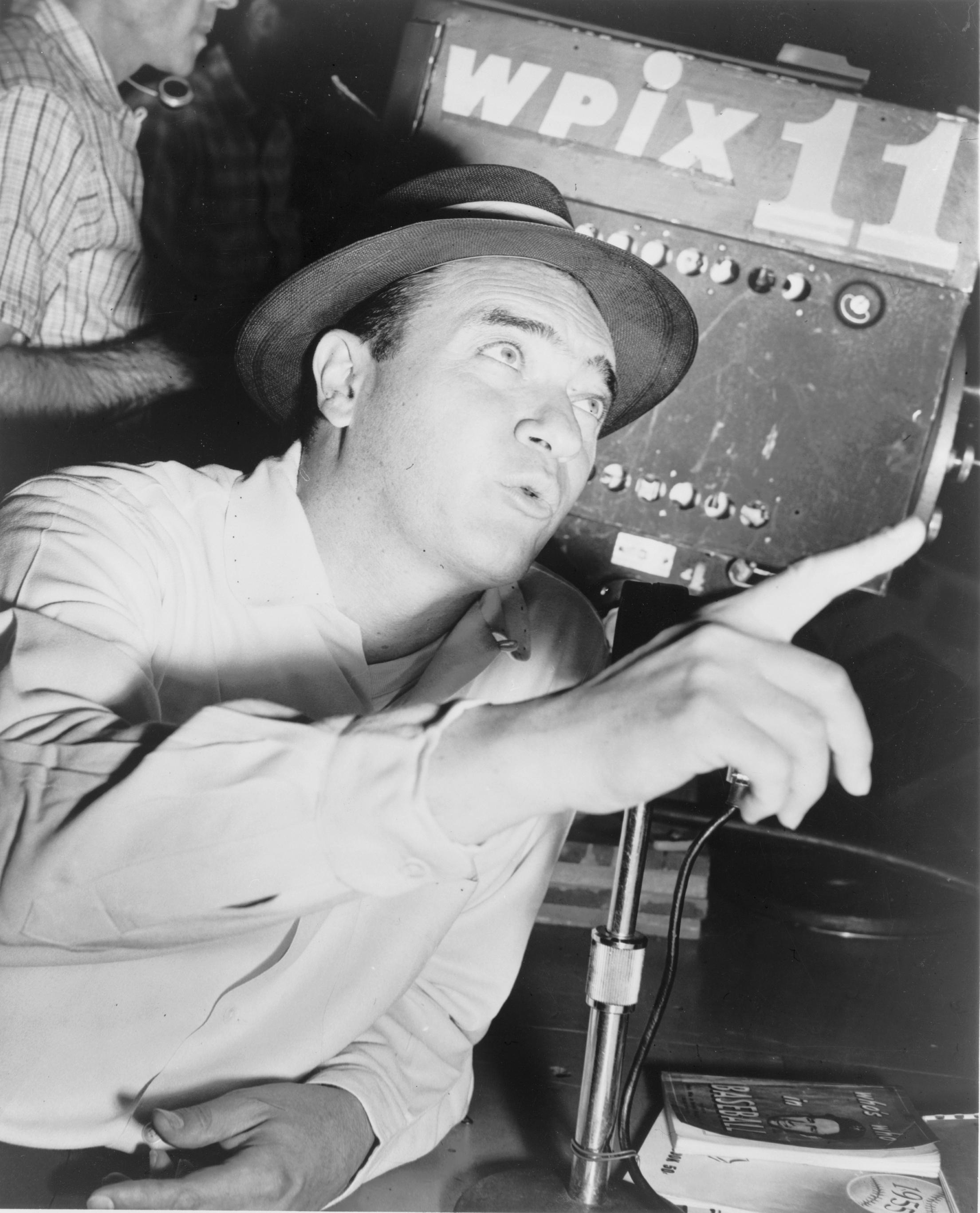
Mel Allen.

Mel Allen, de nacimiento Melvin Allen Israel (Birmingham, Alabama, 14 de febrero de 1913 - Greenwich, Connecticut, 16 de junio de 1996) fue un comentarista deportivo estadounidense.
Cuando fue anunciante del equipo de béisbol New York Yankees entre 1940 y 1964, se hizo famoso por su simpatía y su frase pegadiza How about that!. Fue el anfitrión del programa de televisión This Week in Baseball desde 1977 hasta 1995.
En 1978 junto a Red Barber, se convirtieron en los primeros locutores elegidos para estar en el Salón de la Fama del Béisbol.
- Datos: Q3178690
- Multimedia: Mel Allen / Q3178690